# Ендомітоз

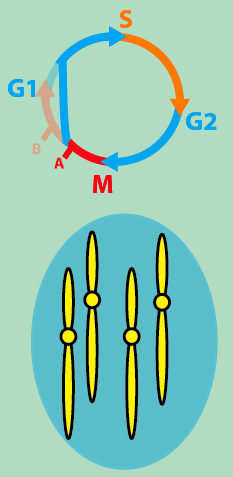
Схема ендомітозу. Клітина проходить інтерфазу (G1, S та G2 фази) і входить в перші стадії мітозу (M), не завершуючи його. В результаті виникають поліплоїдні ядра.

Ендомітоз (від лат. Ендо … і мітоз) — процес подвоєння числа хромосом в ядрах клітин багатьох протистів, рослин і тварин, за яким не наступає поділ ядра і самої клітини. В процесі ендомітозу (на відміну від багатьох форм мітозу) не відбувається руйнування ядерної оболонки і ядерця, не відбувається утворення веретена поділу і не реорганізується цитоплазма, але при цьому (як і при мітозі) хромосоми проходять цикли спіралізації і деспіралізації. Повторні ендомітози призводять до виникнення поліплоїдних ядер, від чого в клітині збільшується вміст ДНК.
Також ендомітозом називають багаторазове подвоєння молекул ДНК в хромосомах без збільшення числа самих хромосом; як результат утворюються політенні хромосоми. При цьому відбувається значне збільшення кількості ДНК в ядрах.